# Elina Penner

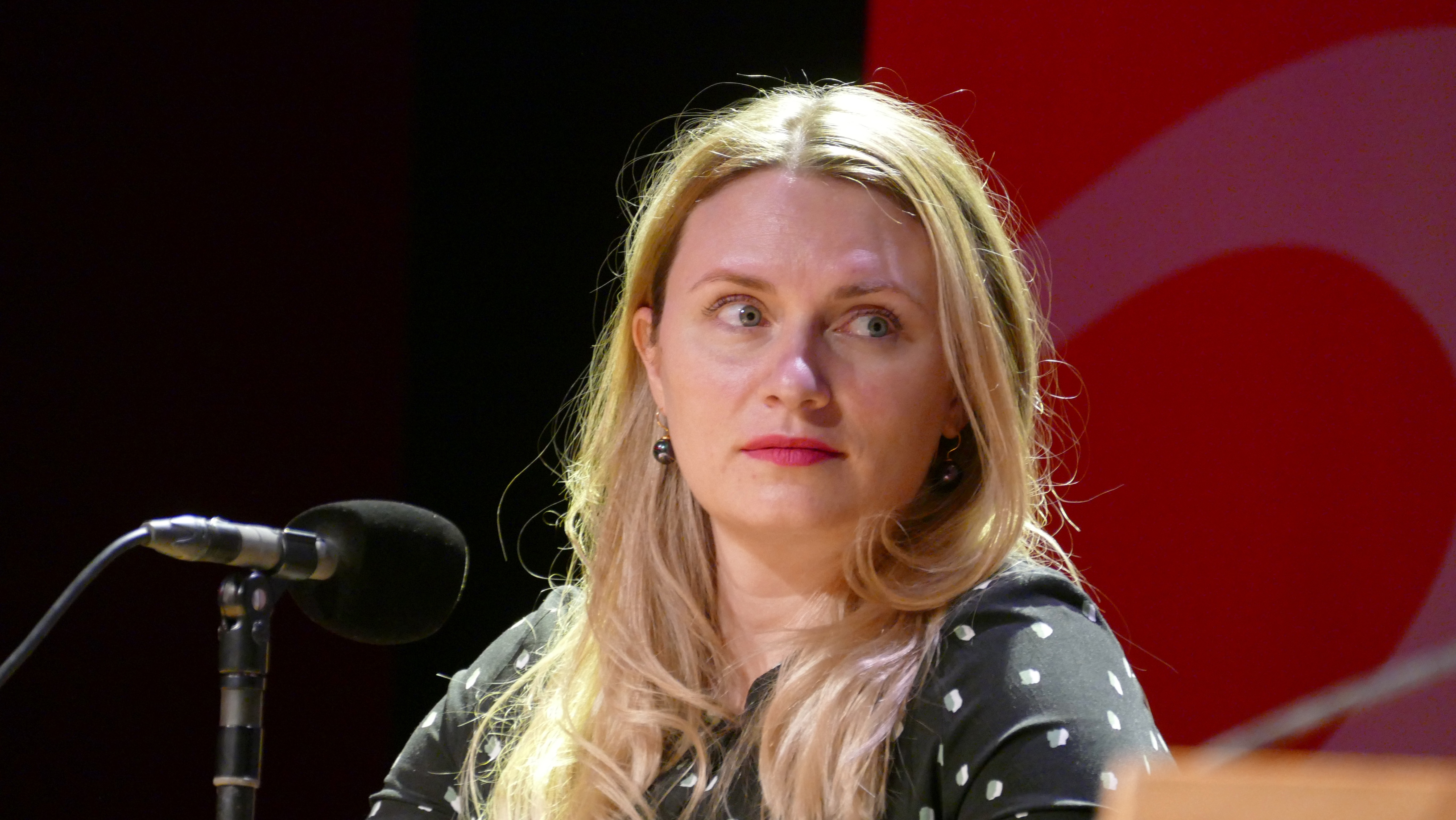
Elina Penner bei einer Lesung 2022

Elina Penner (* 12. Februar 1987 in Kamenka, Oblast Orenburg, damals UdSSR) ist eine deutsche Schriftstellerin und Unternehmerin.

## Leben
Elina Penner wurde in Kamenka in eine mennonitische Familie geboren. Ihre Muttersprache ist Plautdietsch. 1991 übersiedelte die Familie als Aussiedler nach Nordrhein-Westfalen, wo Penner in Petershagen die Schule abschloss. Ab 2007 studierte sie Amerikanistik und Politikwissenschaften in Regensburg, wo sie 2011 den Bachelor erwarb. Ihren Master in Amerikanistik schloss sie 2015 an der Humboldt-Universität zu Berlin nach Studienaufenthalten an der University of Virginia ab.
Penner schreibt für die Vogue, den Spiegel und leitet das Online-Magazin „Hauptstadtmutti“.

## Auszeichnungen
Elina Penner war Gewinnerin des Essay-Wettbewerbs ‚Wie viel Heimat braucht der Mensch?‘ der Deutschen Gesellschaft e.V.

## Publikationen
- Nachtbeeren. Aufbau Verlag, 2022, ISBN 978-3-351-03936-3
- mit Dorothea Enß: Kinderfragen Tjinjafroage. Tweeback-Verlag, Bonn 2022, ISBN 978-3-944985-16-9
- Migrantenmutti. Aufbau, Berlin 2023, ISBN 978-3-351-04208-0.